# Origen del periodisme
L'origen del periodisme s'acostuma a situar a principis del segle xvii amb els primers periòdics setmanals alemanys. No obstant això, diversos estudiosos abans de mostrar aquest fet inclouen diverses aproximacions anteriors a l'origen del periodisme. Són les maneres utilitzades per comunicar fets d'actualitat abans del moment en què es considera que comença la història del periodisme perquè de manera periòdica s'informa al públic amb voluntat d'explicar què passa. Des de l'Antic Egipte fins a l'Imperi Romà, passant per Xina i l'edat mitjana, moltes civilitzacions han trobat maneres per informar i ser informats.

## Edat antiga i clàssica
A la Xina vers el final de la dinastia Han (segles ii i iii), el govern produïa uns fulls de notícies, anomenats tipao (邸报 pinyin: dǐ bào), que eren distribuïts entre els funcionaris de la cort. Entre el 713 i el 734, durant la dinastia Tang, es va publicar el Kaiyuan Za Bao ("Butlletí de la Cort") que publicava notícies del govern essent ser escrit a mà sobre seda i llegit pels funcionaris del govern. La primera referència d'un periòdic privat publicat a Pequín data del 1582, durant les darreries de la dinastia Ming.
Juli Cèsar, durant la República Romana, va manar de publicar a les principals ciutats una llista d'esdeveniments importants, anomenada Acta Diurna ("esdeveniments del dia"), que va aparèixer vers l'any 59 aC, per tal de mantenir informats els ciutadans.L'Acta, gravada en pedra o metall, es posava en llocs públics concorreguts, com els banys, i informava d'escàndols, campanyes militars, judicis i execucions, és considerada com el primer periòdic diari de la història.

## Edat mitjana i moderna
A l'edat mitjana destacaren les cròniques amb propòsits més o menys històrics, com Les quatre grans cròniques, així com relats llegendaris, escrits apologètics, i panegírics.
A Europa durant l'Edat moderna l'augment de la interacció transfronterera va crear una creixent necessitat d'informació que es va abordar amb fulls de notícies manuscrits. Amb l'aparició de la impremta, al segle xv, començaren a publicar-se les anomenades relacions històriques, que eren impresos informatius.
Entre els segles XV i XVII, l'aplegament de diverses notícies en fulls volants d'una certa periodicitat, primer de manera manuscrita i després amb l'ajuda de la impremta, aviat serien batejats amb algun títol. El 1556, el govern de la República de Venècia va fer la primera publicació mensual de notícies la "revista" Notizie scritte a un preu d'una gazette (aquesta moneda veneciana de plata acabaria per donar nom a la publicació). Les gasetes o noticiers poden ser considerats com els primers periòdics, ja que tenien periodicitat i buscaven la certesa i l'exactitud. Però no es considera que formin part del periodisme perquè el seu destinatari no era el públic, sinó un mercat reduït als poderosos d'aquell moment.

## Història del periodisme
Després d'un estudi comparat, Guillamet conclou que es pot afirmar que hi ha consens en definir les etapes de la història del periodisme; l'antic o artesà (1609-1789), el modern o liberal (1789-últim quart del segle XIX), el contemporani o industrial (últim quart del segle XIX-últim quart del segle XX) i el que es deriva de l'aparició d'internet, el 1994. Itàlia, Alemanya, França, Anglaterra, Espanya i els Estats Units, per aquest ordre, són els països claus per l'aproximació acadèmica a la història del periodisme.